# Valeriu Saharneanu
Valeriu (Vladimir) Saharneanu (n. 3 august 1952, Cuizăuca, Rezina) este un jurnalist basarabean, ex-deputat în Parlamentul Republicii Moldova de legislatura a XIX-a între anii 2011-2014. Președinte al Uniunii Jurnaliștilor din Republica Moldova între anii  1994-2011.

## Biografie
Valeriu Saharneanu s-a născut pe 3 august, 1952, în satul Cuizăuca, din raionul Rezina.
Educație: 
- 1959-1969, Școala medie generală din satul Cuizăuca.
- 1970-1975, Universitatea de stat din Moldova, facultatea de jurnalism;
- 1987-1989, Școala superioară de politologie, facultatea jurnalism din Sankt Petersburg (Leningrad);

Limbi străine: 
Rusa,  Franceza, Engleza
Experiență în alte țări:
- 1993, România, Universitatea Mării Negre, cursuri de tranziție democratică;
- 1995, Germania, Berlin, cursuri de funcționare a presei libere în stat;
- 1996, Belgia, Bruxelles, vizită de studiu la cartierul general NATO; Evenimente și deplasări cu relevanță profesională:
- 1988-1991, Mișcarea de eliberare națională reflectată la Televiziunea Națională în reportaje, interviuri, emisiuni și filme. Subiecte: Marile Adunări Naționale, demonstrații și greve, procesul de prăbușire a URSS, conflicte provocate de serviciile secrete în estul și sudul R.Moldova, rezistența în timpul puciului de la Moscova;
- 1989, decembrie – corespondent special al TVNM la evenimentele Revoluției din România;
- 1990, corespondent special al TVNM la Moscova;
- 1991, corespondent special în cadrul primei vizite a Președintelui R.Moldova în România;
- 1992, coordonator, reflectarea evenimentelor legate de conflictul militar și războiul cu Rusia, declanșat în Transnistria;
- 1992, corespondent special la întâlnirea la nivel înalt a conducătorilor de state-membre ale OSCE de la Helsinky, Finlanda;
- 1992, corespondent special în cadrul vizitei Președintelui R.Moldova în Republica Populară Chineză;
- 1993, corespondent special al TV Naționale în vizita Președintelui R. Moldova în India.

Autor de articole despre starea presei în Republica Moldova, publicate în presa națională și internațională.
Participant la Congresul Federației Internaționale a Jurnaliștilor de la Santander, Spania (1995) și Congresul Institutului Internațional de Presă de la Moscova (1998).
Practică profesională.      
- 1975-1987, redactor inferior, redactor, redactor superior, șef de secție redacția tele-radio-informație a Comitetului de Stat pentru televiziune și radiodifuziunie a RSS Moldovenești;
- 1989-1991, redactor-șef adjunct al redacției Informații a Televiziunii Naționale a Republicii Moldova;
- 1991-1994, Redactor-șef a Redacției Actualități, programul „Mesager” a Televiziunii Naționale a R.Moldova;
- 1994-1997-2000-2004-2008 - 17 febriarie 2011, președinte al Uniunii Jurnaliștilor din R. Moldova;
- 2011-2014 - deputat în Parlamentul Republicii Moldova pe listele Partidului Liberal. A fost vicepreședinte al Comisiei cultură, educație, cercetare, tineret, sport și mass-media. Ulterior a părăsit fracțiunea și a participat la formarea grupului parlamentar al liberal-reformatorilor.[2]

Activități profesionale private:
- 1995-1996, redactor-șef al canalului independent „Catalan-TV”;
- 1997, fondator și director al Postului de radio „Vocea Basarabiei”;
- 2001, fondator al Postului de televiziune Europa Nova TV, Nisporeni;
- 2002, fondator al postului de televiziune Euro TV, Chișunău;
- 2001-2002, fondator și director al săptămânalului „Gazeta Românească”;
- 2003, manager principal al Euronova Media Grup, Chișinău.

Alte activități:
- 1999-, fondator și președinte al organizației „Forumul Alternativa Civică”;
- 2000-, președinte al Clubului Național de Presă;
- 2001-, președinte al Fundației „Presa Liberă”.

Evenimente și deplasări cu relevanță profesională:
- 1988-1991, Mișcarea de eliberare națională reflectată la Televiziunea Națională în reportaje, interviuri, emisiuni și filme. Subiecte: Marile Adunări Naționale, demonstrații și greve, procesul de prăbușire a URSS, conflicte provocate de serviciile secrete în estul și sudul R.Moldova, rezistența în timpul puciului de la Moscova;
- 1989, decembrie – corespondent special al TVNM la evenimentele Revoluției din România;
- 1990, corespondent special al TVNM la Moscova, Kremlin, Congresul deputaților poporului din URSS;
- 1991, corespondent special în cadrul primei vizite a Președintelui R.Moldova în România;
- 1992, coordonator, reflectarea evenimentelor legate de conflictul militar și războiul cu Rusia, declanșat în Transnistria;
- 1992, corespondent special la întâlnirea la nivel înalt a conducătorilor de state-membre ale OSCE de la Helsinki, Finlanda;
- 1992, corespondent special în cadrul vizitei Președintelui R.Moldova în Republica Populară Chineză;
- 1993, corespondent special al TV Naționale în vizita Președintelui R. Moldova în India.

Participant la Congresul Federației Internaționale a Jurnaliștilor de la Santander, Spania (1995) și Congresul Institutului Internațional de Presă de la Moscova (1998).

## Distincții
- 1991, Medalia Republicii Moldova „Om Emerit” și titlul „Jurnalist emerit al Republicii Moldova”, pentru promptitudine în organizarea reflectării la TVM a evenimentelor provocate de puciul de la Moscova din august, 1991, care au culminat cu destrămarea URSS și cu actul de independență a Republicii Moldova;
- 2000, Ordinul României „Pentru Merit”, grad  Comandor, pentru contribuții   la cauza de integrare economică și culturală dintre România și Republica Moldova.
- Pe 31 decembrie 2009, Saharneanu a fost decorat cu Ordinul Republicii de Mihai Ghimpu.[3]

## Producții și publicații
- 1991, documentarul „Podul celor trei culori”;
- 1993, filmul documentar „Per aspera...”
- 1994, filmul documentar „Zile de cumpănă”;
- 2000, studiul „Libertățile mass-media în Republica Moldova”;
- 2001, culegerea „Mass-media în Republica Moldova. Raport anual 2000”;
- 2002, culegerea „Mass-media în Republica Moldova. Raport anual 2001”;
- 2014, pagina web, blog www.valeriusaharneanu.md;
- 2023, volumul de publicistică „Război pe timp de pace”, editura Multimedia, Iași.

Autor de articole despre starea presei în Republica Moldova, publicate în presa națională și internațională.